# Holmger Knutsson

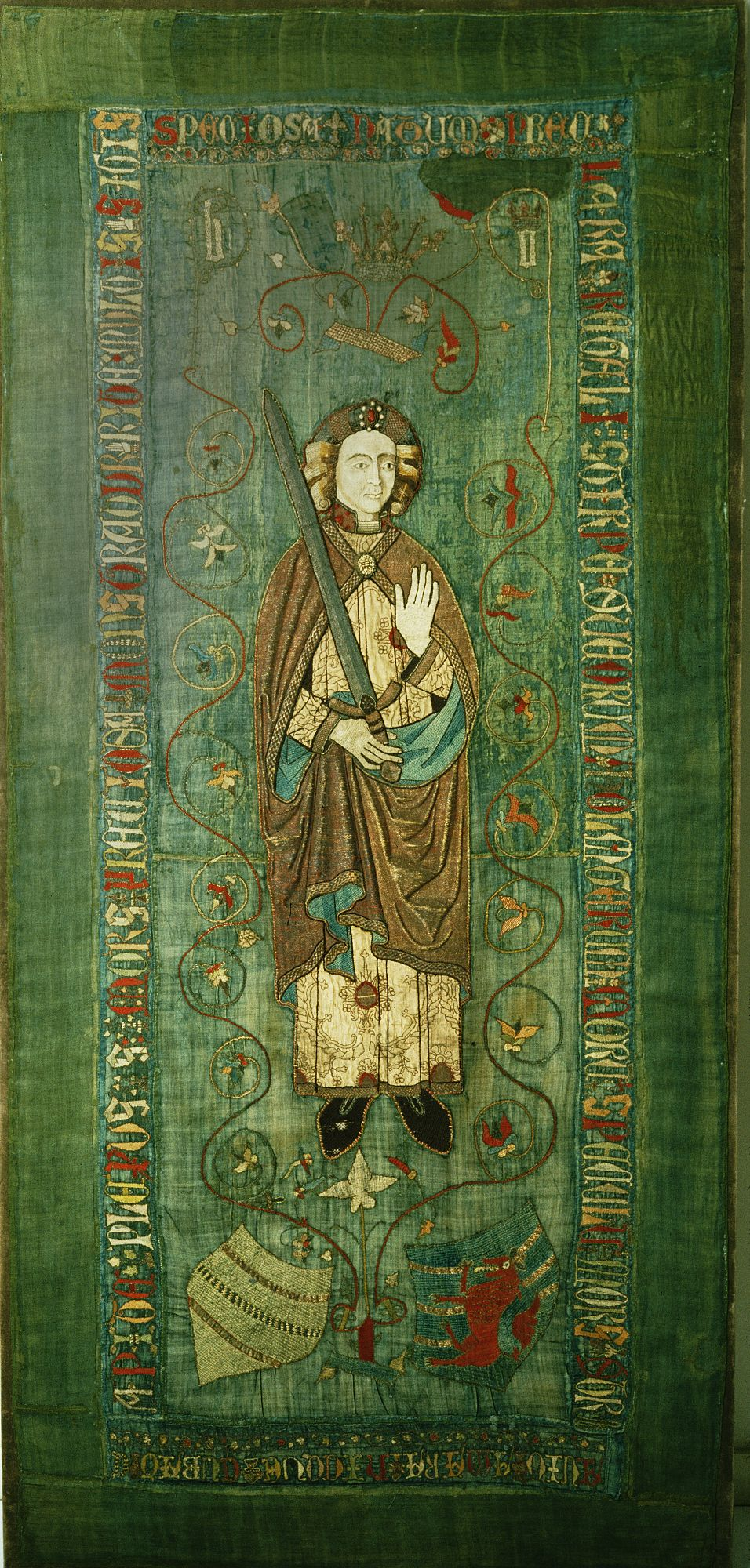
Holmger Knutssons gravtäcke tillverkades i slutet av 1400-talet och är utställt på Statens historiska museum.

Holmger Knutsson till Sko, förmodligen född någon gång före 1220-talet, död 1248 avrättad genom halshuggning, var en folkunge och svensk tronpretendent, äldste son till kung Knut Långe.
Holmgers mor är okänd; uppgifter om att hans far skall ha varit gift med Helena Pedersdotter Strange har visats osäkra, och det anses mer troligt att hans hustru istället var en till namnet okänd kvinna ur Bjälboätten.
Vid faderns död 1234 skall Holmger ha försökt få kunganamn, men motats bort av Erik Erikssons jarl Ulf Fase. Detta skall ha skett innan han blev hyllad som kung. Efter denna tid skall han ha gift sig med en kvinna vid namn Helena Filipsdotter till Sko, som levde ännu 1282, det nämns dock inga barn i detta äktenskap.
År 1247 gjorde Holmger Knutsson åter anspråk på kronan men förlorade slaget vid Sparrsätra i Åsunda härad, Uppland.
Enligt Erikskrönikan flydde Holmger till Gästrikland men blev tillfångatagen och halshöggs därefter år 1248, på befallning av kung Erik Eriksson och hans nye jarl, Birger Magnusson. Hans nära förbundne Filip Larsson dömdes fredlös och gick i landsflykt.
Av senare handskrifter framgår att det byggdes särskilda kapell för att helga Holmger Knutsson. Bland annat byggdes ett i Björklinge, Norunda härad, Uppland, där han sägs ha vilat under flykten från Sparrsätra till Gästrikland. Det skall även ha funnits helgonskulpturer av honom.
Holmger Knutsson blev, förmodligen genom sin frus försorg, begravd i Skoklosters kyrka. Hans gravtäcke från andra hälften av  1400-talet förvaras nu i Historiska museets textilkammare. Det är försett med följande text:
Född av svearnas lysande kungastam blev Holmger, ett föredöme i goda seder, slagen av den bittra döden och ligger här med avhugget huvud. Men en kristlig död visar sig skön genom talrika under.
Vissa historiker har uttytt detta som att man försökt helgonförklara denne tronpretendent. I Erikskrönikan hävdas att "Gud gjorde honom helig": Gud gaff honom nader oc giorden hälagh. I en samling mirakelberättelser om den danske kungen Erik Plogpenning anges att "Holmger i Sko var clarens miraculis" (känd genom underverk).
På gravtäcket ses även två heraldiska vapen, där täckets heraldiskt vänstra vapen avbildar Bjälboättens, medan den heraldiskt högra vapenskölden visar tre smala bjälkar (strängar). Vapnet uppvisar likhet med en vapenbild på ett av Knut Långes mynt, och sägs ha förts av flera medlemmar inom den Erikska ätten.  

### Fotnoter
1. ↑  Gillingstam (1977)
2. ↑  Harrison (2002) sid. 157
3. ↑  ”Holmger Knutssons gravtäcke”. Historiska museet. http://www.historiska.se/utstallningar/Inslag-fran-Sveriges-Historia/Holmger-Knutssons-gravtacke/. Läst 13 februari 2011.
4. ↑  Jan Svanberg i Furstebilder från Folkungatid 1987 ISBN 91-85884-52-9 s. 92
5. ↑  Holmger Knutsson i Svenskt biografiskt lexikon
6. ↑  Holmger Knutssons gravtäcke av textil Historiska Museets samlingar